# جونا بولدن
جونا بولدن (انگلیسی: Jonah Bolden؛ زادهٔ ۲ ژانویهٔ ۱۹۹۶) بازیکن بسکتبال اهل استرالیا است.
از باشگاه‌هایی که در آن بازی کرده‌است می‌توان به بسکتبال مردان یوسی‌ال‌ای برونز و فیلادلفیا سونتی‌سیکسرز اشاره کرد.